# West Bromwich Albion F.C.
Câu lạc bộ bóng đá West Bromwich Albion thường được gọi tắt là Westbrom hoặc W.B.A, là một câu lạc bộ bóng đá chuyên nghiệp Anh đặt trụ sở tại thành phố West Bromwich ở vùng trung du phía tây nước Anh. Sân nhà của câu lạc bộ là The Hawthorns với sức chứa 26,500 khán giả. Biệt danh của câu lạc bộ là The Baggies. Các đối thủ truyền thống của West Bromwich Albion là 2 câu lạc bộ Aston Villa và Wolverhampton Wanderers. Hiện nay, câu lạc bộ đã thi đấu tại Championship

## Thành tích
- Ngoại hạng Anh
  - Vô địch: 1920
    - Á quân: 1925, 1954
- Hạng nhất Anh
  - Vô địch: 1902, 1911, 2008
    - Á quân: 1931, 1949, 2002, 2004, 2010
- Hạng nhì Anh
  - Thắng vòng play-off lên hạng: 1993
- Cúp FA
  - Vô địch: 1888, 1892, 1931, 1954, 1968
    - Á quân: 1886, 1887, 1895, 1912, 1935
- League Cup
  - Vô địch: 1966
    - Á quân: 1967, 1970
- FA Charity Shield
  - Vô địch: 1920, 1954 (đồng giải)
    - Á quân: 1931, 1968

## Đội hình
Tính đến 1 tháng 9 năm 2023

### Đội hình hiện tại
Ghi chú: Quốc kỳ chỉ đội tuyển quốc gia được xác định rõ trong điều lệ tư cách FIFA. Các cầu thủ có thể giữ hơn một quốc tịch ngoài FIFA.
| Số | VT | Quốc gia               | Cầu thủ                  |
| -- | -- | ---------------------- | ------------------------ |
| 2  | HV | Anh                    | Darnell Furlong          |
| 3  | HV | Anh                    | Conor Townsend (Đội phó) |
| 4  | HV | Bờ Biển Ngà            | Cédric Kipré             |
| 5  | HV | Anh                    | Kyle Bartley             |
| 6  | HV | Nigeria                | Semi Ajayi               |
| 7  | TV | Anh                    | Jed Wallace (Đội trưởng) |
| 8  | TV | Cộng hòa Ireland       | Jayson Molumby           |
| 9  | TĐ | Nigeria                | Josh Maja                |
| 10 | TV | Scotland               | Matt Phillips            |
| 11 | TV | Cộng hòa Dân chủ Congo | Grady Diangana           |
| 12 | TĐ | Hoa Kỳ                 | Daryl Dike               |
| 14 | TV | Anh                    | Nathaniel Chalobah       |
| 15 | HV |                        | Erik Pieters             |

| Số | VT | Quốc gia    | Cầu thủ                                 |
| -- | -- | ----------- | --------------------------------------- |
| 16 | HV | Anh         | Martin Kelly                            |
| 17 | TĐ | Ecuador     | Jeremy Sarmiento (Cho mượn từ Brighton) |
| 19 | TV | Anh         | John Swift                              |
| 20 | TV | Anh         | Adam Reach                              |
| 21 | TĐ | Anh         | Brandon Thomas-Asante                   |
| 24 | TM | Anh         | Alex Palmer                             |
| 26 | HV | Tây Ban Nha | Pipa (Cho mượn từ Ludogorets Razgrad)   |
| 27 | TV | Anh         | Alex Mowatt                             |
| 30 | TM | Anh         | Ted Cann                                |
| 31 | TĐ | Anh         | Tom Fellows                             |
| 33 | TM | Anh         | Josh Griffiths                          |
| 35 | TV | Thổ Nhĩ Kỳ  | Okay Yokuşlu                            |
| 36 | HV | Anh         | Caleb Taylor                            |

### Cho mượn
Ghi chú: Quốc kỳ chỉ đội tuyển quốc gia được xác định rõ trong điều lệ tư cách FIFA. Các cầu thủ có thể giữ hơn một quốc tịch ngoài FIFA.
| Số | VT | Quốc gia | Cầu thủ                                            |
| -- | -- | -------- | -------------------------------------------------- |
| 18 | TĐ | Anh      | Karlan Grant (cho mượn đến Cardiff)                |
| 29 | TV | Anh      | Taylor Gardner-Hickman (cho mượn đến Bristol City) |
| 32 | TĐ | Anh      | Jovan Malcolm (cho mượn đến Cheltenham)            |
| 34 | HV | Anh      | Ethan Ingram (cho mượn đến Salford)                |

| Số | VT | Quốc gia | Cầu thủ                              |
| -- | -- | -------- | ------------------------------------ |
| 39 | TV | Anh      | Jamie Andrews (cho mượn đến Grimsby) |
| 40 | TĐ | Gambia   | Modou Faal (cho mượn đến Doncaster)  |
| —  | HV | Wales    | Zac Ashworth (cho mượn đến Bolton)   |